# Perdizione (film 1987)
Perdizione (Kárhozat, conosciuto anche con il titolo inglese Damnation) è uno dei film più conosciuti del regista ungherese Béla Tarr, distribuito nel 1987.
Perdizione è ambientato in un luogo non meglio definito della pianura ungherese tormentato da una pioggia incessante. Il centro del film è il bar Titanik, che suggerisce il tema del naufragio. Girato in bianco e nero con lunghissimi pianosequenza, fu proprio attraverso quest'opera che Tarr formalizzò per la prima volta lo stile che lo avrebbe reso celebre fra i cinefili di tutto il mondo e che caratterizzerà tutte le sue produzioni successive.

## Trama
Perdizione racconta la storia di Karrer (Miklós B. Székely), un uomo depresso innamorato di una cantante sposata (Vali Kerekes) che si esibisce in un bar locale, il Titanik. La cantante rompe la loro relazione, perché sogna di diventare famosa ed è disposta a tutto pur di inseguire il suo sogno. A Karrer viene offerto un lavoro di contrabbando da Willarsky (Gyula Pauer), il barista e proprietario del Titanik. Karrer decide di offrire il lavoro al marito della cantante, Sebestyén (György Cserhalmi), con l'obiettivo di allontanarlo dalla città per qualche giorno e poter conquistare sua moglie. Sebestyén accetta l'incarico, che lo toglie di mezzo per qualche tempo, ma le cose non vanno come previsto da Karrer: inizialmente la donna sembra cedere alle sue avances, e i due hanno un rapporto sessuale. Successivamente però la cantante lo rinnega, preferendo cedere alle attenzioni di Willarsky, sperando che questo, vista la sua apparente ricchezza, la possa aiutare a realizzare il suo sogno di diventare una cantante di successo.
Karrer, ormai disilluso, dopo essere venuto a sapere da Willarsky che il lavoro di contrabbando non è finito come il barista si attendeva, decide di tradire la donna e il marito Sebestyén. Per vendicarsi delle illusioni dategli dalla cantante, Karrer si reca dalla polizia per denunciare il lavoro di contrabbando.